# Жозеф Бабински
Жозеф Џулијан Франсоа Феликс Бабински (фр. Joseph Jules François Félix Babinski, пољ. Józef Julian Franciszek Feliks Babiński; Париз 17. новембар 1857—Париз 29. октобар 1932), француски неуролог пољског порекла.
Најпознатији је по свом опису Бабински рефлекса из 1896, патолошког рефлекса који показује оштећење кортиспиналног тракта.
Бабински је син пољског инжењера и његове жене који су 1848. пребегли из Варшаве у Париз због руског терора изазваног пољским покушајима за постизање независности. Дипломирао је медицину на Универзитету у Паризу 1884.